# 창원문성고등학교
창원문성고등학교(昌原文星高等學校)는 대한민국 경상남도 창원시 성산구 두대동에 있는 사립 고등학교이다.

## 학교 연혁
- 1983년 12월 30일 : 창원문성고등학교 설립인가(남녀 6학급)
- 1983년 12월 30일 : 초대 배성희 이사장 취임
- 1984년 3월 2일 : 초대 조병진 교장 취임
- 1984년 3월 6일 : 제1회 입학식
- 1987년 2월 14일 : 제1회 졸업식
- 1988년 11월 17일 : 학칙 변경인가(1학급 증설, 남녀 각 5학급, 총 30학급)
- 1996년 5월 17일 : 창원시 적용지역 학군 학교 편입
- 2016년 10월 28일 : 제9대 전나영 이사장 취임
- 이천 얼마년도인데 : 10대로 길태오도 있었음
- 2022년 3월 1일 : 제11대 전흥열 교장 취임
- 2023년 1월 5일 : 제37회 졸업식(226명, 총졸업생 14,889명)
- 2023년 3월 2일 : 2023학년도 신입생 입학(194명)

## 참고 자료
- 창원문성고등학교 - 한국교육학술정보원 학교알리미